# Ruspolia hypocrateriformis
Ruspolia hypocrateriformis là một loài thực vật có hoa trong họ Ô rô. Loài này được (Vahl) Milne-Redh. miêu tả khoa học đầu tiên năm 1936.